# Cavalo de Troia

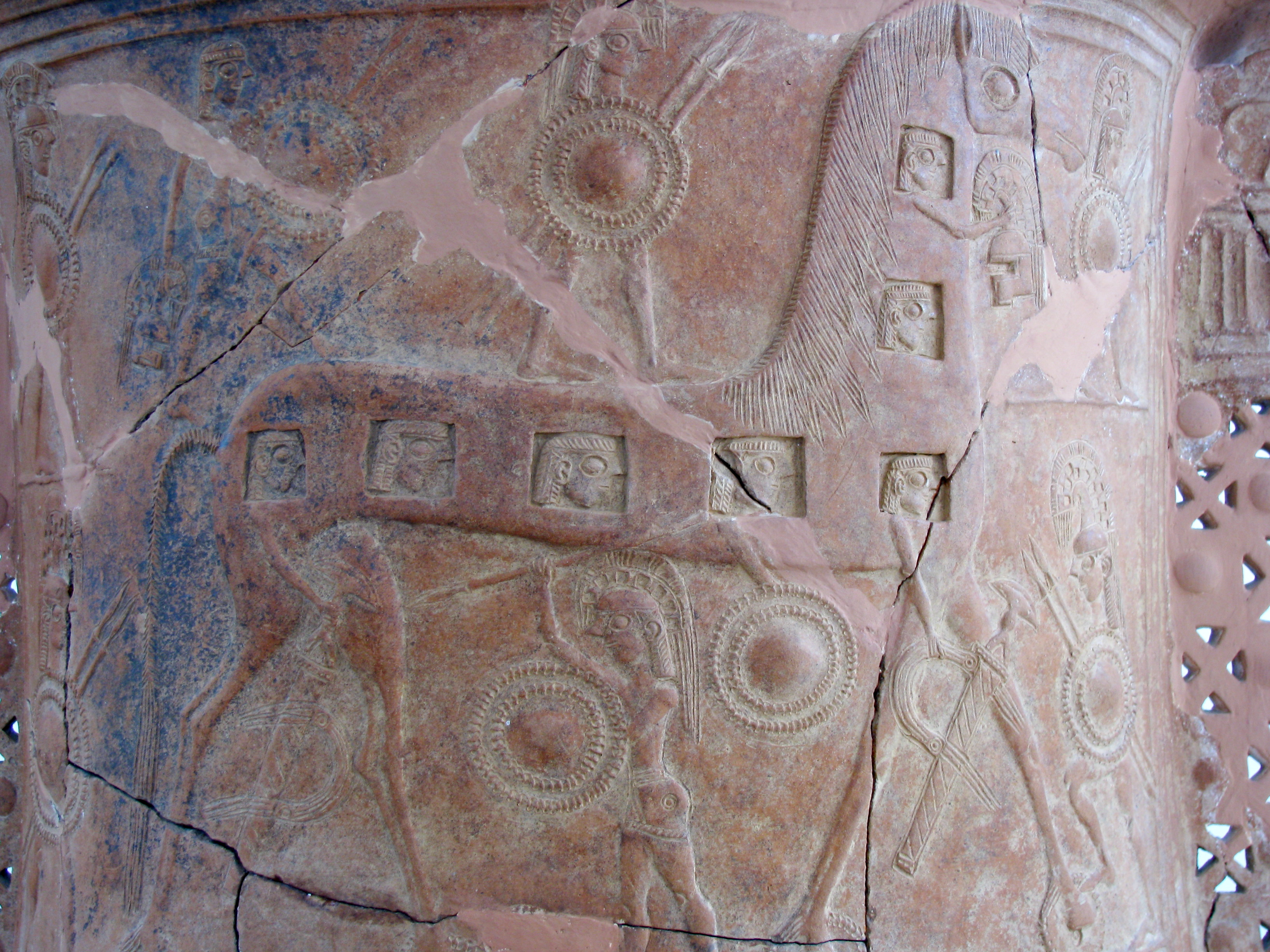
Detalhe do Vaso de Míconos, com uma das mais antigas representações do Cavalo de Troia,

O Cavalo de Troia foi um grande cavalo de madeira supostamente construído pelos gregos durante a Guerra de Troia, como um estratagema decisivo para a conquista da cidade fortificada de Troia, cujas ruínas estão em terras hoje turcas. Tomado pelos troianos como um símbolo de sua vitória, foi carregado para dentro das muralhas, sem saberem que em seu interior se ocultava o inimigo. À noite, guerreiros saem do cavalo, dominam as sentinelas e possibilitam a entrada do exército grego, levando a cidade à ruína. A história da guerra foi contada primeiro na Ilíada de Homero, mas ali o cavalo não é mencionado, só aparecendo brevemente na sua Odisseia, que narra a acidentada viagem de Odisseu de volta para casa. Outros escritores depois dele ampliaram e detalharam o episódio, tal como Virgílio principalmente no seu escrito Eneida, no livro II. 
O cavalo é considerado em geral uma criação lendária, mas não é impossível que tenha realmente existido. Pode, mais provavelmente, ter sido uma máquina de guerra verdadeira transfigurada pela fantasia dos cronistas. Seja como for, revelou-se um fértil motivo literário e artístico, e desde a Antiguidade foi citado ou reproduzido vezes incontáveis em poemas, romances, pinturas, esculturas, monumentos, filmes e de outras maneiras, incluindo caricaturas e brinquedos. Várias reconstruções conjeturais do cavalo foram feitas em tempos recentes. Tornou-se também origem de duas conhecidas expressões idiomáticas: "cavalo de Troia", significando um engodo destrutivo, e neste sentido denomina atualmente uma espécie de vírus de computador, e "presente grego", algo recebido aparentemente agradável mas que acarreta consequências funestas.

## Sinopse

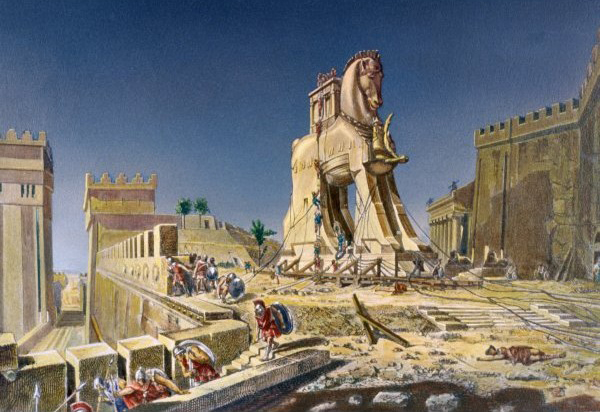
É preciso ter cuidado quando gregos trazem presentes, pintura de Henri-Paul Motte

A guerra descrita por Homero foi recontada por vários outros autores, antigos e modernos, que introduziram variações e expandiram a história, mas em resumo o episódio do cavalo é como segue: 
Os gregos se haviam coligado para assaltarem Troia e recuperar Helena, esposa raptada de Menelau, rei de Esparta. Depois de um penoso e frustrante cerco de nove anos, a cidade permanecia inexpugnada, protegida por altas muralhas, e aparentemente assim permaneceria. Ambos os lados contavam com o auxílio de deuses. Atena, deusa da sabedoria, favorecia os gregos, especialmente Odisseu. Este teria tido a ideia de criar o cavalo, e incumbiu Epeu da tarefa, sendo ajudado por Atena. O cavalo foi construído com madeira, possuindo um interior oco, onde um grupo de guerreiros deveria se esconder. Simulando uma retirada, os gregos deixam o cavalo às portas da cidade e se ocultam na ilha de Tenedos. Um grego, Sinon, deixa-se capturar e, com ardis, induz os troianos a levarem o cavalo para dentro da cidade, o que fazem em meio a uma grande festa. À noite, quando a cidade dorme, os gregos saem do cavalo e facilitam a entrada de seu exército, que finalmente captura, saqueia e destrói o baluarte.

## Fontes literárias

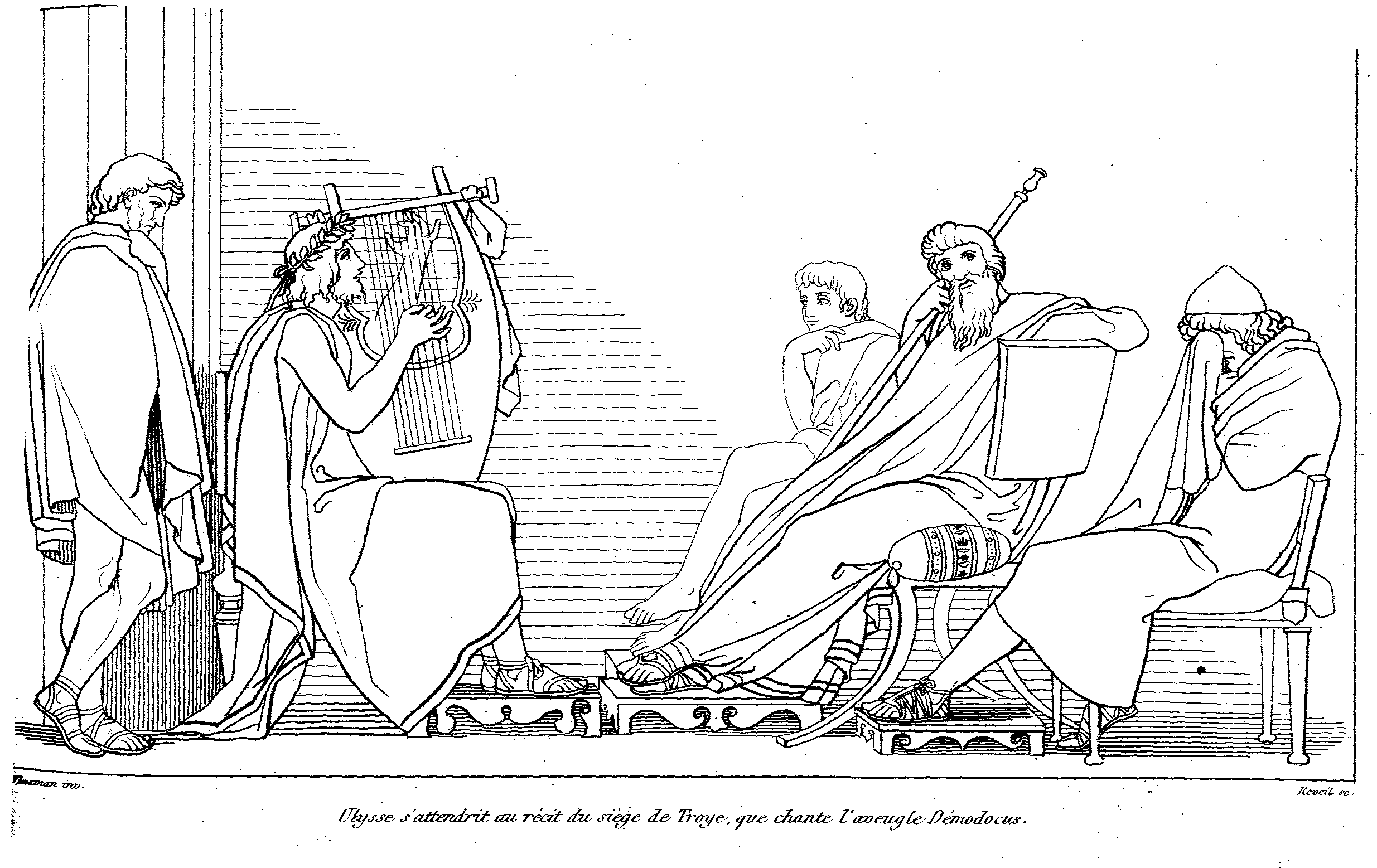
Demódoco canta a história do cavalo diante de um Odisseu emocionado (à direita). Ilustração de John Flaxman

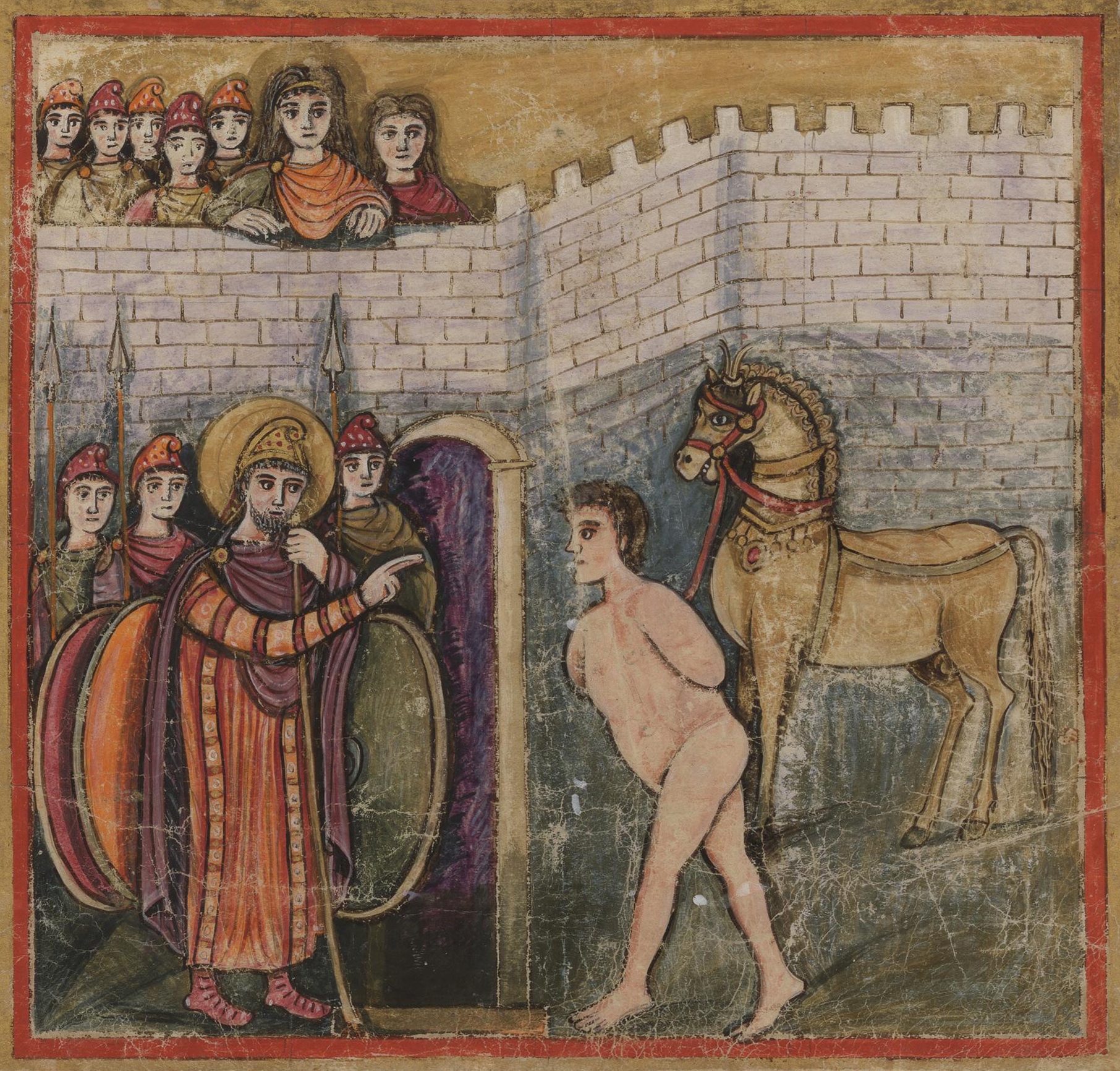
Sinon é trazido para diante de Príamo. Iluminura no Virgílio Romano

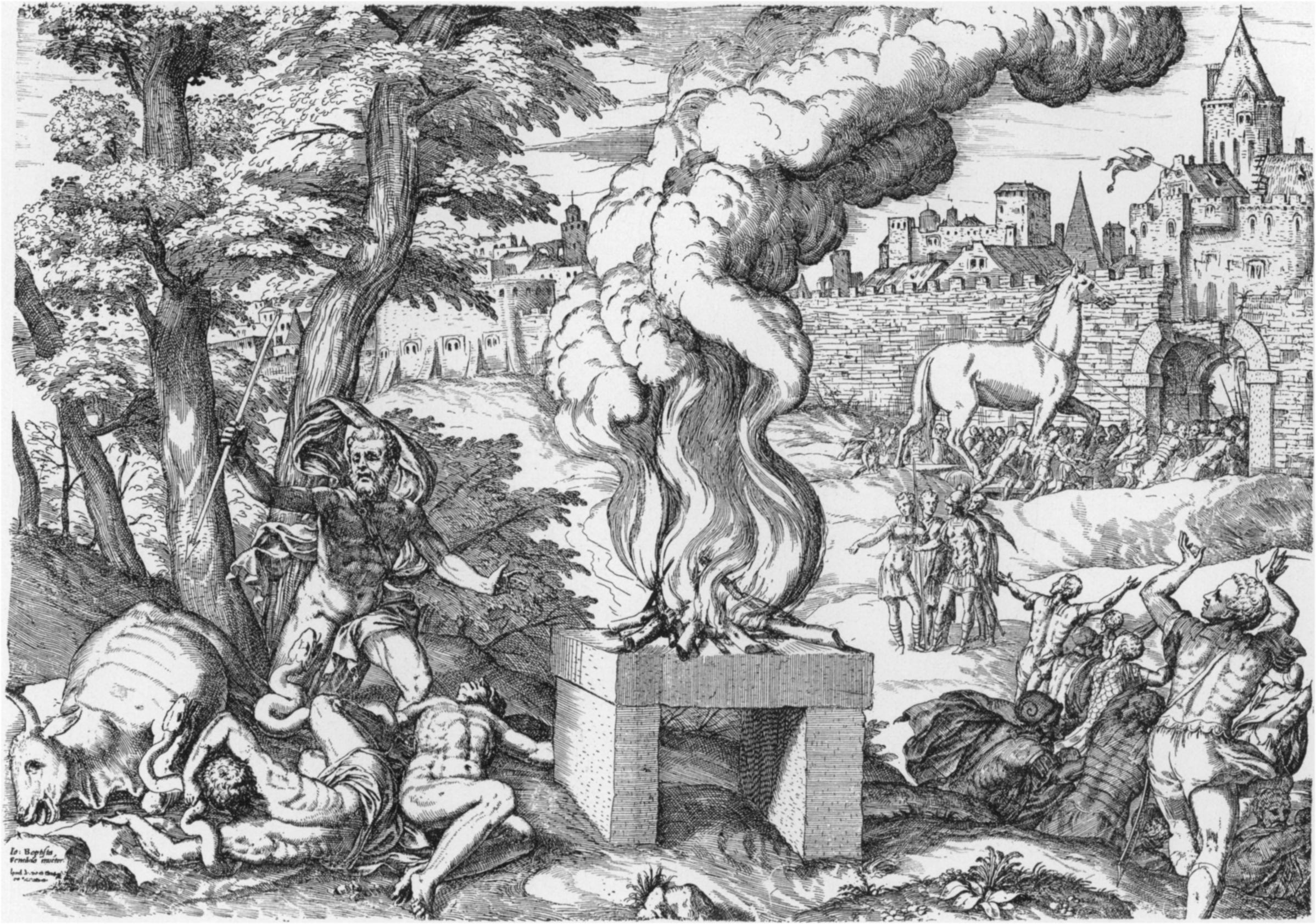
Laocoonte e seus filhos atacados pelas serpentes, à esquerda, e o cavalo sendo levado para a cidade, ao fundo. Gravura de Giovanni Battista Fontana

## Interpretações

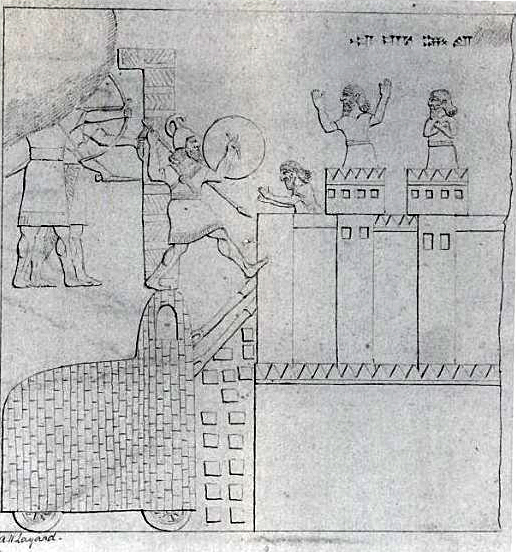
O assédio de Gezer, mostrando um possível protótipo para o Cavalo de Troia. Reprodução de mural no Palácio do Sudoeste, Nimrud, realizada por Austen Henry Layard

## Iconografia e cultura popular

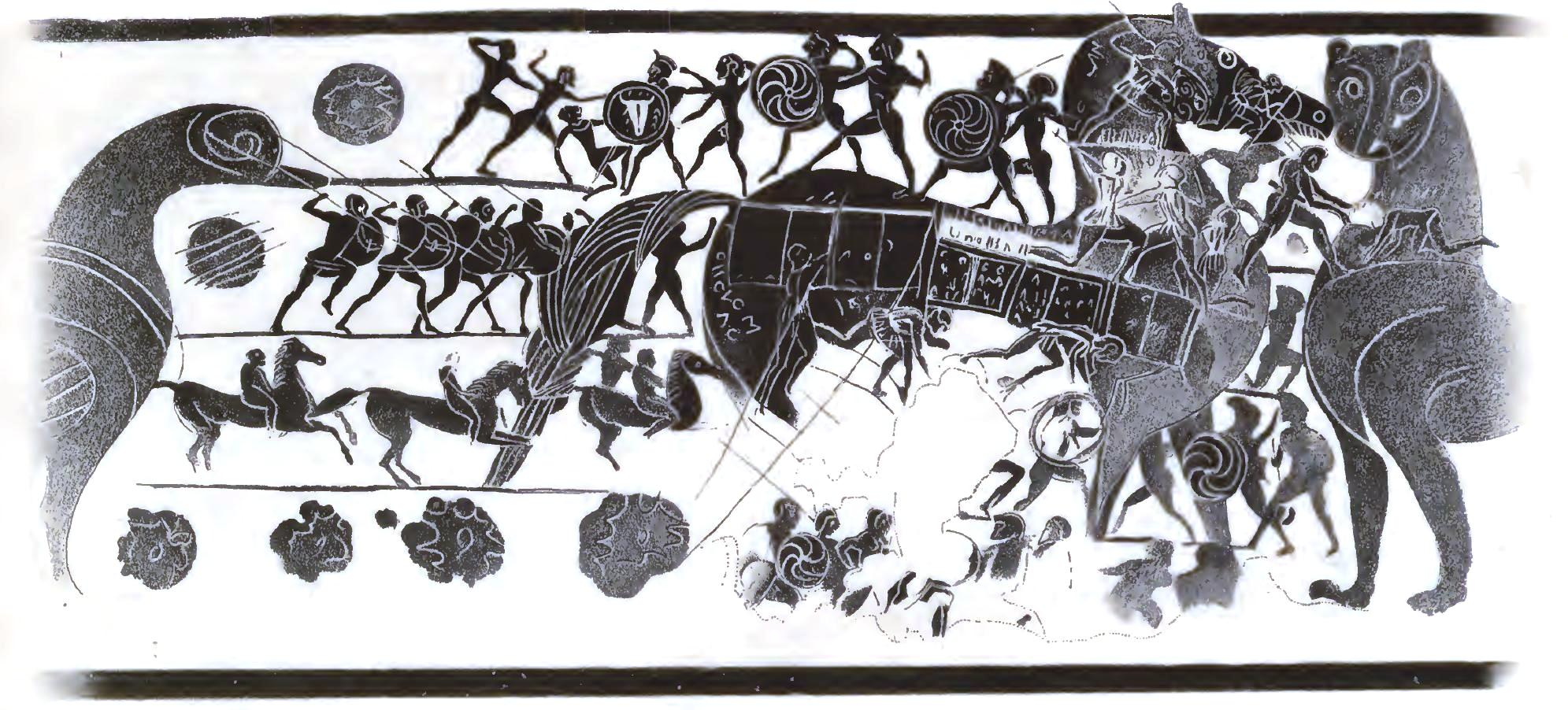
O cavalo em um vaso de Corinto
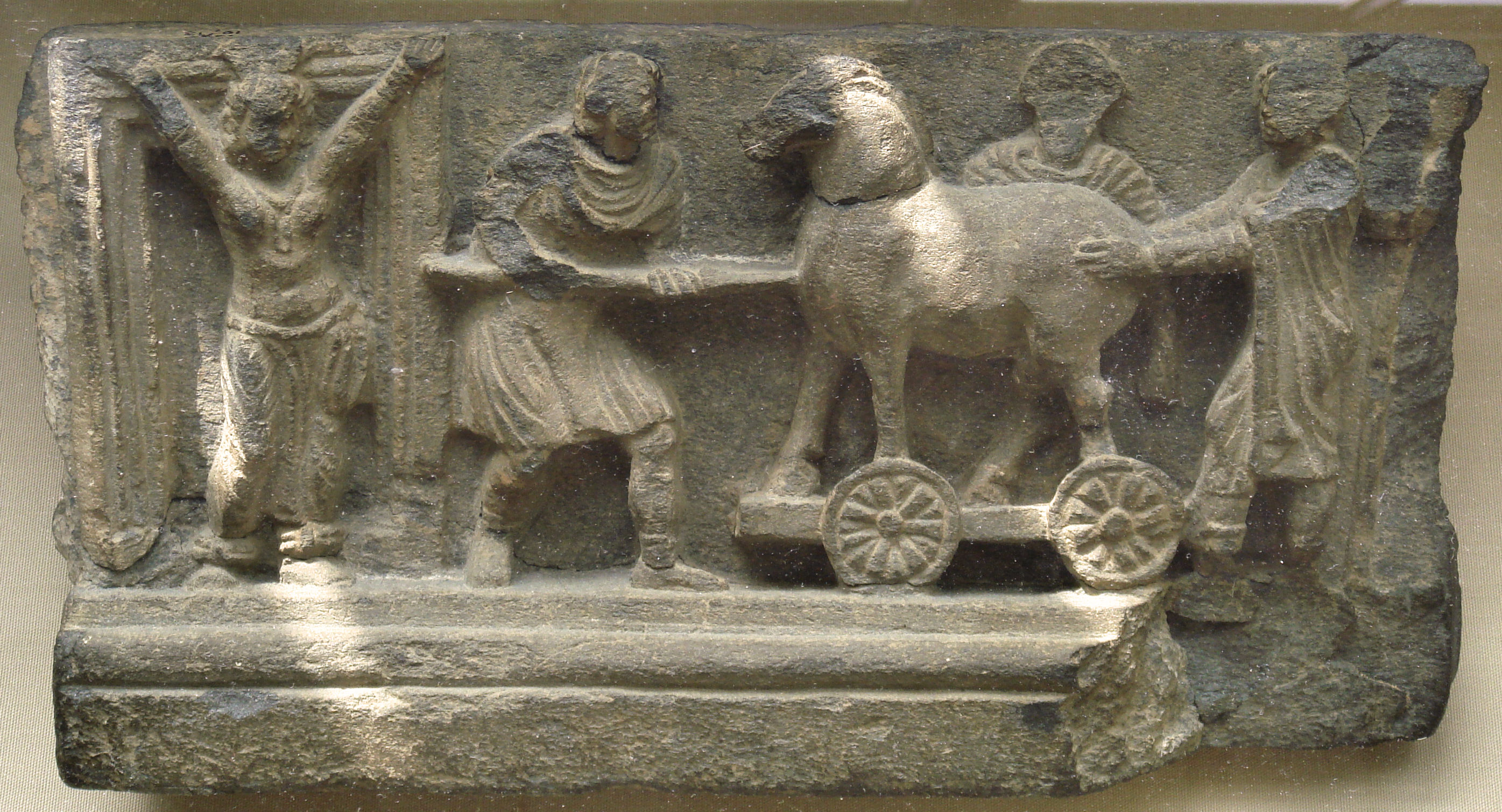
Relevo da cultura Gandara
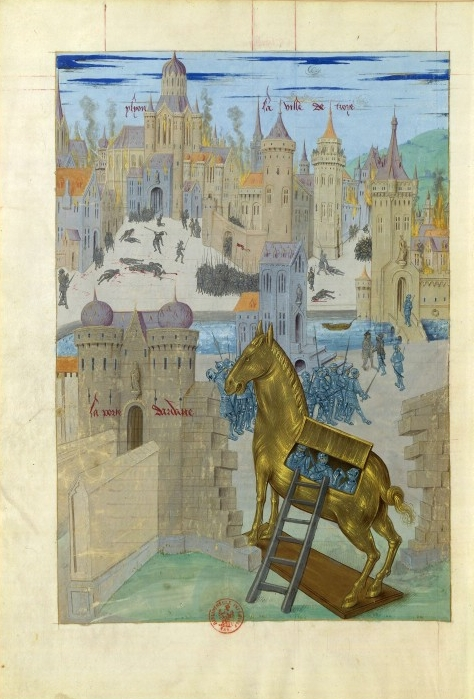
Iluminura em Le Recueil des histoires de Troyes, 1495
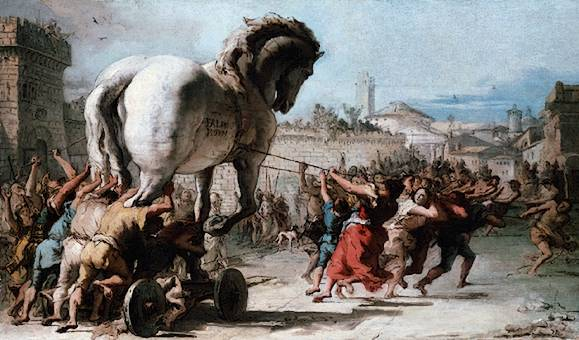
Giovanni Domenico Tiepolo: Procissão do Cavalo de Troia, 1733

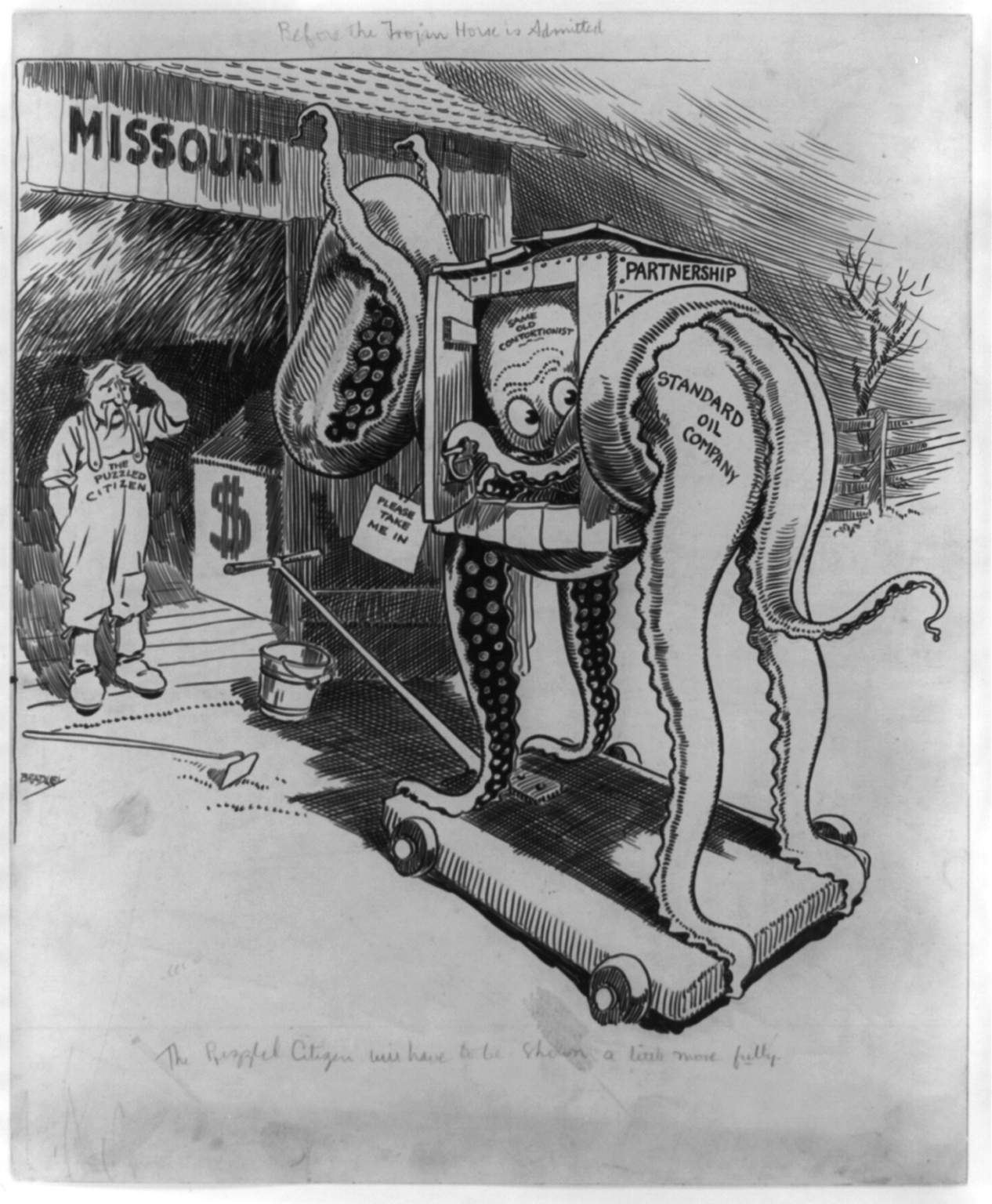
O cidadão confuso, 1909, caricatura mostrando o cavalo como um polvo
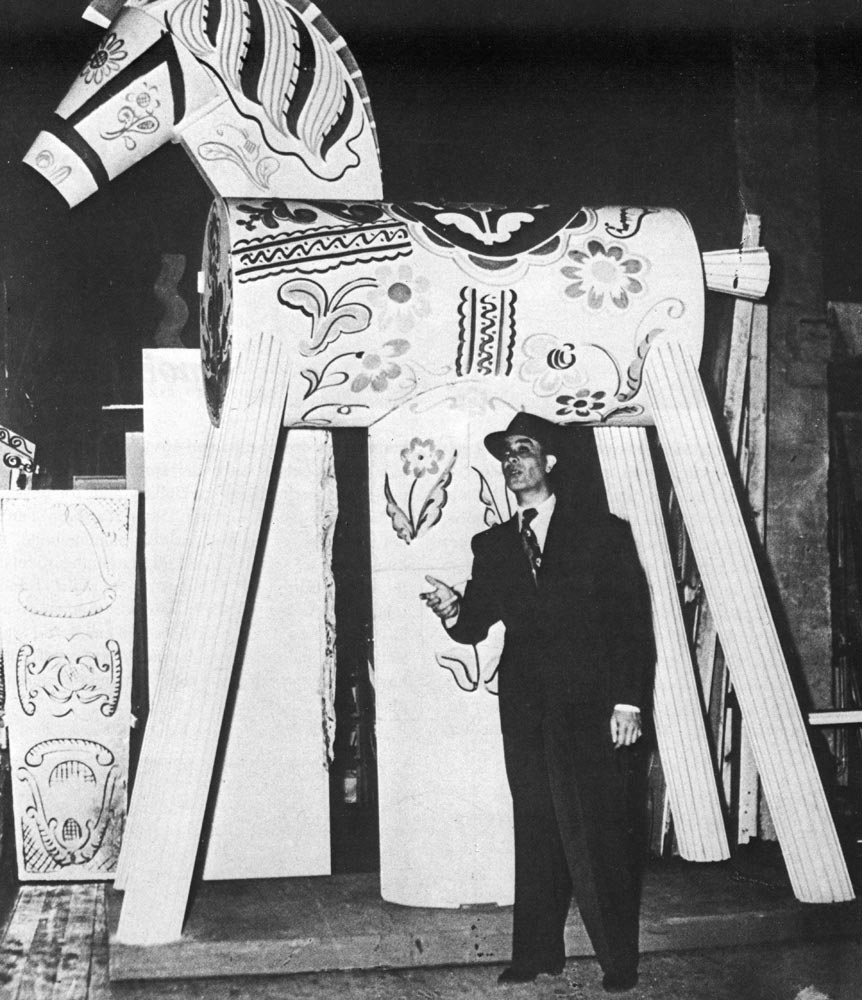
O cavalo como cenário teatral na peça Den ökända hästen från Troja, de Karl Gerhard, 1940
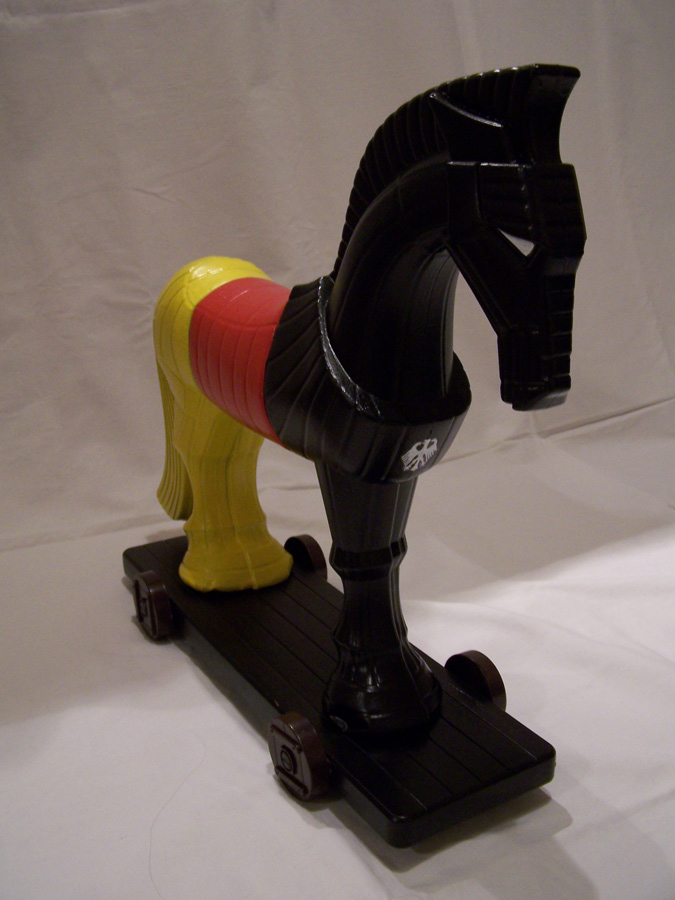
Modelo em plástico criado pelo Chaos Computer Club
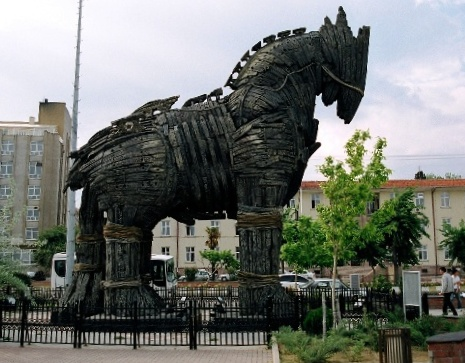
O cavalo criado para o filme Troia (filme), hoje exposto em Çanakkale, na Turquia